# Doogee
Doogee, celý názvem DOOGEE Mobile Limited Company, je původně americkým výrobcem mobilních telefonů, který byl založen v roce 2013. Nyní firma náleží vlastnictvím do španělsko-čínských rukou. V roce 2013 čínský investor XinChao ze společnosti Shenzhen Kavid Communication Apparatus Co. Ltd. zakoupil tuto firmu a ta své sídlo přesunula do Číny do Šen-čenu. Firma se specializuje na vyrábění superodolných nízkonákladových telefonů, avšak dle slov výrobce s vyšším výkonem.
V roce 2017 Doogee oficiálně vstoupilo na český trh.

## Smartphony dle roku výroby

### 2017
- Doogee BL5000[3]
- Doogee Shoot 2[4]

### 2018
- Doogee V[5]
- Doogee X60L[6]
- Doogee X55[7]
- Doogee X53[8]
- Doogee S50[9]
- Doogee S70[10]
- Doogee S80[11]

### 2019
- Doogee Y8[12]
- Doogee S90[13]
- Doogee S68 Pro